# Enrico Feroci
Enrico Feroci (* 27. srpna 1940, Pizzoli, Provincie L'Aquila) je italský římskokatolický kněz, který byl v letech 2009-2018 ředitelem diecézní charity Římské diecéze. Dne 25. října 2020 papež František oznámil během modlitby Anděl Páně, že jej dne 28. listopadu 2020 bude kreovat kardinálem.  Kardinálská kreace proběhla dne 28. listopadu 2020 v bazilice sv. Petra.  V okamžiku kreace měl více než osmdesát let, a nebyl tedy počítán mezi kardinály-volitele.